# QSound

Logo officiel du QSound

Le QSound est un processeur audio capable de créer un son en 3D à partir d'un son stéréo, créé par QSound Labs, Inc. en 1991.

## Description
Le QSound est une technique de positionnement du son dans un environnement 3D. Le processeur permet de mettre en œuvre un algorithme chargé de réaliser des effets sonores 3D à l'aide de plusieurs sources monophoniques. Il les transforme en plusieurs signaux de sortie, suivant le type de dispositif de sortie et la quantité de haut-parleurs le composant. Cet algorithme positionne le son dans des endroits adéquats (dans l'espace) par rapport aux placements spécifiques des haut-parleurs, vis-à-vis de la personne qui écoute.
La puce QSound a changé de nom pour celui de Q1 quand le processeur Q2, une nouvelle puce, est sortie sur le marché.[Quand ?] À l'heure actuelle, QSound est le nom abrégé utilisé pour évoquer la société, mais aussi pour un système sonore (amplificateur, jeu vidéo ou télévision) intégrant n'importe quel processeur de la société QSound Labs, ou le processeur lui-même (un son QSound, un amplificateur QSound ou QSound : la première version de cette série de puces).

## Historique
En 1990, Capcom s'associe avec QSound Labs. L'utilisation de ce processeur va permettre à Capcom de proposer des systèmes d'arcade qui sont capables de proposer du son en stéréo.
Le premier système à pouvoir en bénéficier sera le CP System. En fin de vie, cinq jeux CPS1 accueilleront cette puce, le système sera pour l'occasion rebaptisé CP System [Dash]. Le CP System II et le CP System III vont l'intégrer en série, ainsi que sur les versions Capcom de la Sony ZN-1 ou ZN-2 .
À partir de (1991), QSound Labs propose le processeur sur le marché. Plusieurs fabricants de jeux d'arcade comme Sega commencent à l'intégrer dans ses systèmes d'arcade (1992), puis sur la Saturn en 1994. Dans le même temps, IBM, Activision, Microsoft, Sony et Psygnosis signent un partenariat avec QSound Labs, puis commencent à l'utiliser.
QSound Labs fait régulièrement progresser son algorithme jusqu'en 1996, où le processeur QSound entre en conformité avec les normes Dolby Digital (AC3) et Pro Logic.
Le processeur a été intégré à diverses cartes son pour PC.
En 1997 le QSound devient Q3D , en version software pour DirectX 5.0 
Certains CD audio ont été mixés à l'aide du Q3D.

## Jeux vidéo QSound
- Warriors of Fate / Sangokushi II: Huo Fenghuang / Tenchi wo Kurau II: Sekiheki no Tatakai (1992)
- Cadillacs and Dinosaurs / Cadillacs Kyouryuu Shin Seiki (1993)
- Muscle Bomber Duo: Ultimate Team Battle / Muscle Bomber Duo: Heat Up Warriors (1993)
- Saturday Night Slam Masters / Muscle Bomber: The Body Explosion (1993)
- The Punisher (1993)
- Ecco the Dolphin - Mega-CD (1993)
- Sonic CD - Mega-CD (1993)
- Tetris : The Grand Master - Sony ZN-2 (1998)
- Dungeon Keeper II (1999)

## CD audio QSound
- Amused To Death de Roger Waters
- P.U.L.S.E de Pink Floyd
- Nothing Like the Sun de Sting
- The Soul Cages de Sting
- The Immaculate Collection de Madonna
- One Love: The Album de Dr. Alban en 1992
- Prisoners In Paradise de Europe en 1991
- Robin Hood: Prince of Thieves (bande originale du film) de Michael Kamen
- Parallels de Fates Warning